# Polyommatus lincus
Polyommatus lincus is een in 1824 door Jean-Baptiste Godart geïntroduceerde spelfout voor de in 1776 door Johann Christian Fabricius gepublieerde naam Papilio linus, voor een vlinder uit de familie van de Lycaenidae. De door Fabricius benoemde soort had eerder in hetzelfde jaar van Johann Heinrich Sulzer al de naam Papilio aetolus gekregen, en wordt nu geaccepteerd onder de naam Arawacus aetolus.